# Pollegio

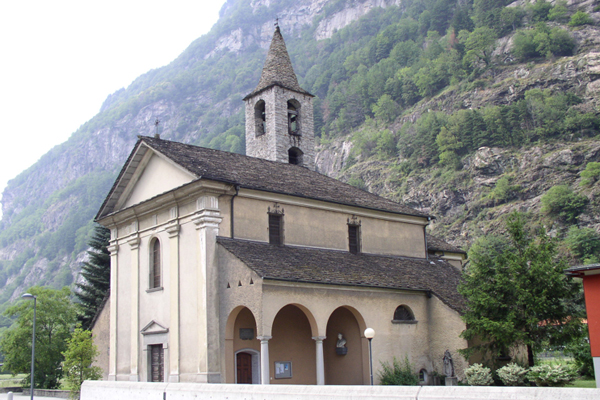
Pfarrkirche Santi Innocenti

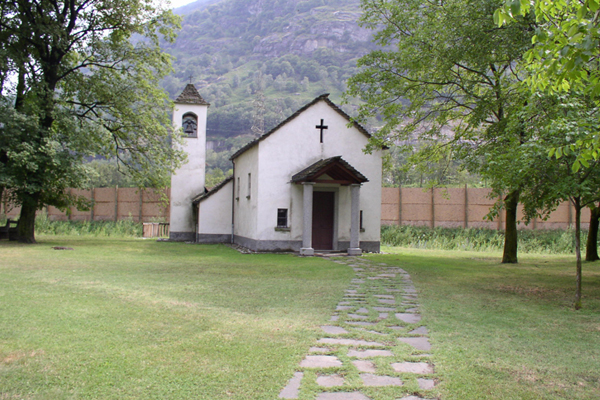
Oratorium Madonna di Re

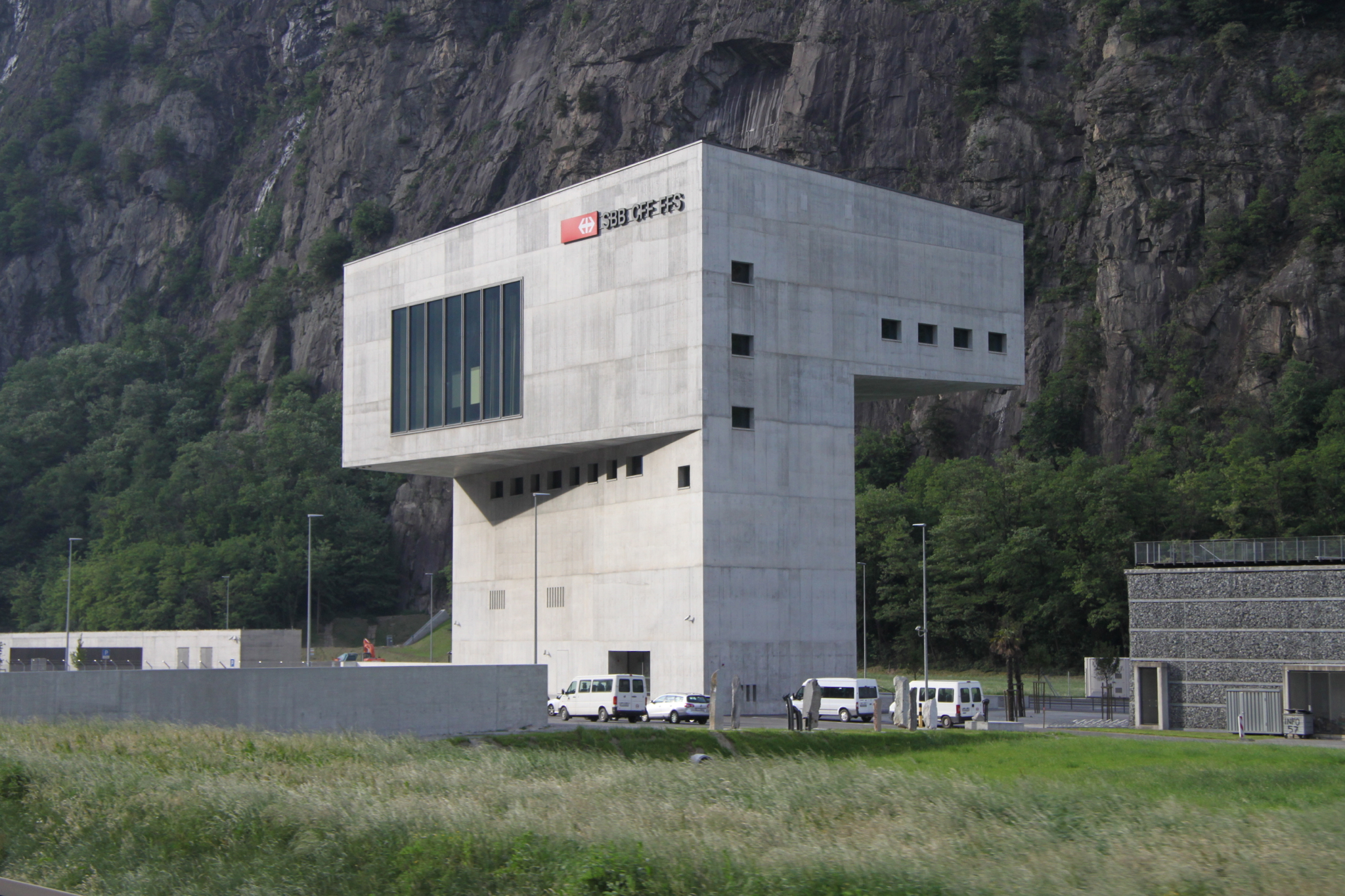
SBB Betriebszentrale Süd

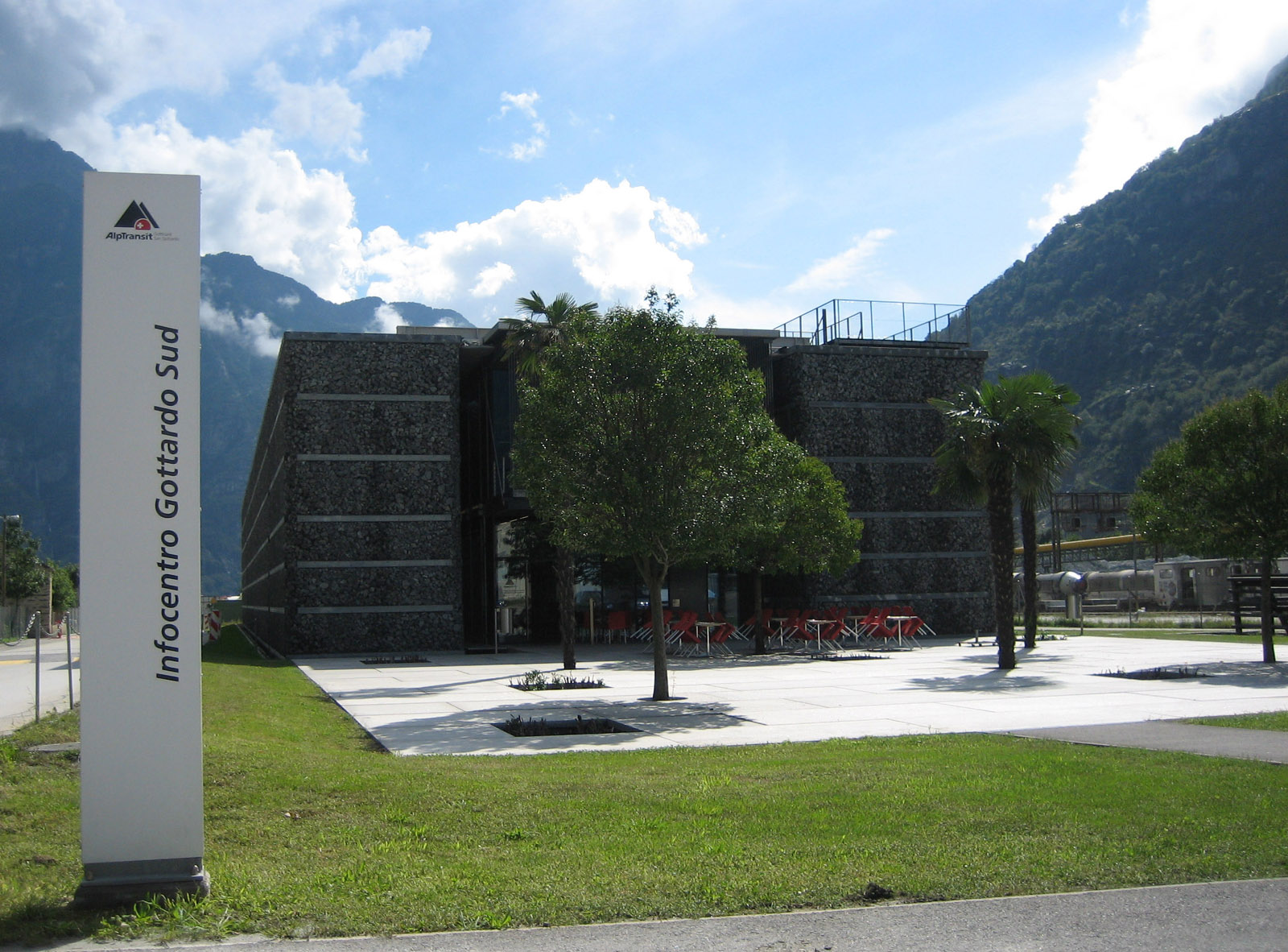
Infocentro Gottardo Sud

Pollegio (lombardisch Puléisg, deutsch veraltet Klösterli) ist eine politische Gemeinde im Kreis Giornico, im Bezirk Leventina des Kantons Tessin in der Schweiz.

## Geographie
Das Dorf Pollegio liegt auf der Talsohle der Bassa Leventina. Zur Gemeinde gehört der Ortsteil Pasquerio, der mit Biasca zusammengewachsen ist.
Auf dem Gemeindegebiet von Pollegio befindet sich der Installationsplatz für das Südportal des neuen Gotthard-Basistunnels und das Besucherzentrum Gotthard-Süd. Das Südportal selbst ist knapp hinter der Gemeindegrenze in Bodio.
Die Nachbargemeinden sind Serravalle, Giornico, Personico und Biasca.

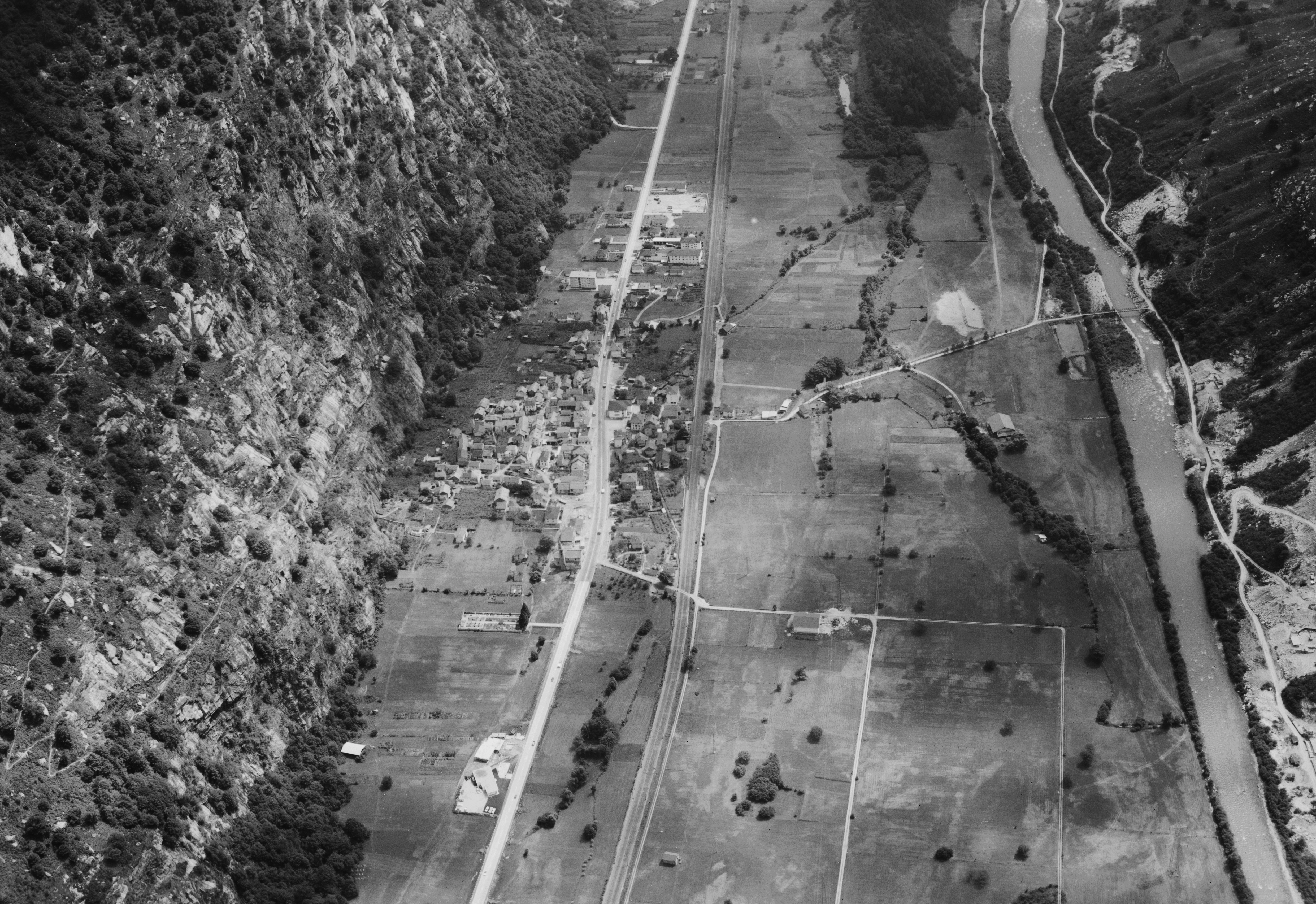
Werner Friedli: Pollegio, historisches Luftbild (1964)

## Geschichte
Eine erste Erwähnung findet das Dorf im Jahre 1237 unter dem damaligen Namen Poleccio/Puletio. Zu Beginn des 13. Jahrhunderts gehörte Pollegio zur vicinia Giornico, 1329 zur degagna Symbola oder vicinia Symora; im 16. Jahrhundert bildete es zusammen mit Bodio und Personico eine vicinia. Heute ist es eine selbständige Ortsbürgergemeinde.
In Pollegio leisteten die Urner den Kriegsschwur vor der Schlacht bei Arbedo, und von hier aus sandten die Eidgenossen am 14. November 1478 dem Herzog von Mailand die Kriegserklärung. Das Dorf wurde im gleichen Jahr von den Truppen des Herzogs verwüstet. Nach der Schlacht bei Giornico am 28. Dezember 1478 wurden die Gefallenen in Pollegio beigesetzt, wo die Schweizer eine Kirche zu Ehren der unschuldigen Kindlein errichteten, die nach 1570 vergrössert wurde. 1622 liess Kardinal Federico Borromeo, ganz dem Tridentinischen Geist seines Cousins Karl Borromäus verpflichtet, ein Priesterseminar an der Stelle des von Humiliaten errichteten Spitals (1210–1236 erwähnt, ab 1326 Kloster genannt) erbauen.
Pollegio bildet nach wie vor eine eigenständige Bürgergemeinde.

## Bevölkerung
Einwohnerzahlen: Volkszählungsdaten

## Sehenswürdigkeiten
- Kollegium-Seminar Santa Maria[8]. Das Knabenseminar wurde durch den Erzbischof von Mailand gegründet und gehört heute zum Bistum Lugano. Sein Bau begann 1596. Am 15. August 1622 fand die offizielle Eröffnung durch den Erzbischof Federico Borromeo statt. Zwischen 1673 und 1682 wurde das Seminar infolge einer Überschwemmung durch die Flüsse Brenno und Ticino geschlossen. Kardinal Federico Visconti setzte 1682 die Wiedereröffnung des Knabenseminars Pollegio durch. Eine zweite Schliessung ist zwischen 1787 und 1796 aufgetreten. 1851 wurde das Seminar Pollegio verstaatlicht und in eine weltliche Schule des Staatsrates des Kantons Tessin umgewandelt. Seit 1882 beherbergt das Gebäude wieder das Priesterseminar.[9]
- SBB Betriebszentrale Süd[10]
- Festung Linea Lona[11]
- Schalenstein (Zeichenstein) im Ortsteil Gàisc an der Grenze mit der Gemeinde Bodio TI (320 m ü. M.)[12]

## Sport
- Associazione Sportiva Pollegio[13]

## Persönlichkeiten
- Antonio de Giroldis (* um 1525 aus Blenio; † nach 1575 in Pollegio), Priester, Propst von Pollegio[14]
- Giacomo Genora (1656–1731), Geistlicher und Heimatschriftsteller
- Giovan Battista Martinoli (* 10. Juni 1821 in Marolta; † 16. Mai 1889 in Dongio), Rektor des Seminars von Pollegio, Generalvikar des Bistums Lugano[15]